# Salvatoria celiae
Salvatoria celiae är en ringmaskart som först beskrevs av Parapar och San Martín 1992.  I den svenska databasen Dyntaxa används istället namnet Grubeosyllis celiae. Enligt Catalogue of Life ingår Salvatoria celiae i släktet Salvatoria och familjen Syllidae, men enligt Dyntaxa är tillhörigheten istället släktet Grubeosyllis och familjen Syllidae. Arten har ej påträffats i Sverige. Inga underarter finns listade i Catalogue of Life.